# نانو لوله‌های نیترید بور

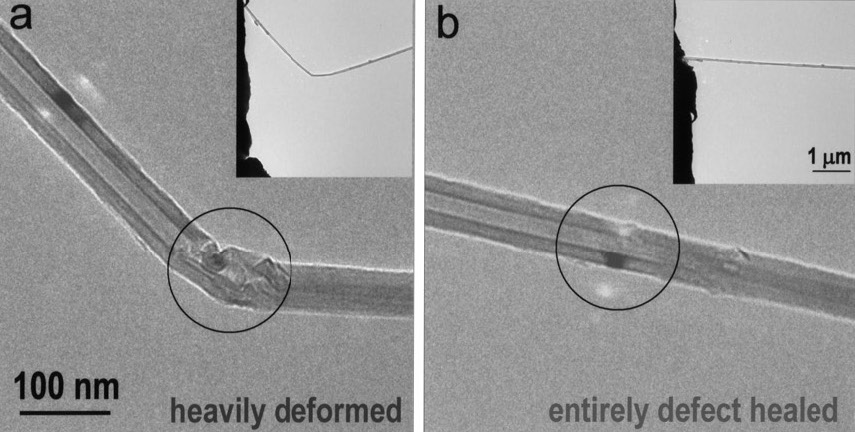
نانولوله BN درون میکروسکوپ الکترونی عبوری خم شد. دیواره‌های آن پس از آزاد شدن فشار خود ترمیم می‌شوند.

نانو لوله‌های نیترید بور (BNNT) چند شکلی (Polymorph) از نیترید بور هستند، آنها در سال ۱۹۹۴ پیش‌بینی شدندو به‌طور آزمایشی در سال ۱۹۹۵ کشف شدند.از نظر ساختاری مشابه نانو لوله‌های کربنی هستند که استوانه‌هایی با قطر کمتر از میکرومتر و طول میکرومتر هستند، با این تفاوت که اتم‌های کربن به‌طور متناوب توسط اتم‌های نیتروژن و بور جایگزین می‌شوند. با این حال خواص نانو لوله‌های نیترید بور بسیار متفاوت است، در حالیکه نانو لوله‌های کربنی بسته به جهت و شعاع غلتکی می‌توانند فلزی یا نیمه رسانا باشند. یک نانو لولهBN عایق الکتریکی به‌شمار می‌آید که دارای باند e.V 5.5 است و در حقیقت مستقل از خاصیت لوله و شکل‌گیری است، علاوه بر این یک ساختار نانو لولهBN لایه‌ای از لحاظ حرارتی و شیمیایی بسیار پایدار از یک ساختار کربنی گرافیتی است.BNNT در مقایسه با نانو لوله‌های کربنی(CNT) که دارای طیف وسیعی از کاربردهای تجاری و علمی هستند، دارای خواص فیزیکی و شیمیایی منحصر به فردی می‌باشند، اگرچه BNNTها و CNTها دارای خواص مقاومت کششی مشابه و دارای درجه صنعتی تقریباً ۱۰۰برابر قوی‌تر از فولاد و ۵۰ برابر قوی‌تر از فیبر کربن هستند، BNNTها می‌توانند در دمای بالا تا ۹۰۰ درجه سانتی گراد مقاومت کنند. در مقایسه با CNTها که تا دمای ۴۰۰ درجه سانتی گراد پایدار می‌مانند ،BNNTها نیز تابش را جذب می‌کنند و ممکن است ناسا(NASA) برای محافظ تابش فضایی خود در عملیات رفتن به کره مریخ در سال ۲۰۳۰ از آن کمک بگیرد. BNNTها دارای خاصیت فیزیکوشیمیایی(Physicochemical) است مانند: آبگریزی بالا، ظرفیت ذخیره‌سازی قابل توجه هیدروژن هستند و از آنها در کاربردهای پزشکی و بیوپزشکی استفاده می‌شوند، به عنوان مثال: تحویل ژن، تحویل دارو، درمان جذب نوترون‌ها و به‌طور کلی به عنوان مواد بیولوژیکی هستند.
همچنین BNNTها از CNTها برتر هستند. همچنین به پلیمرها متصل می‌شوند و از این طریق باعث ایجاد بسیاری از کاربردهای جدید و مواد ترکیبی می‌شوند.

## سنتز و تولید
تمام تکنیک‌های ثابت رشد نانو لوله‌های کربنی مانند تخلیه قوس، لیزر فرسایش و رسوب بخار شیمیایی برای تولید انبوه نانو لوله‌های BN در مقایس ۱۰ گرم استفاده می‌شود. نانو لوله‌های BN همچنین می‌توانند از طریق گلوله زنی بور آمورف، مخلوط با کاتالیزور (پودر آهن) تحت جو آمونیاک(NH3) تولید شوند، آنیل بعدی در دمای ۱۱۰۰ درجه سانتی گراد در جریان نیتروژن بیشتر محصول را به BN تبدیل می‌کند.

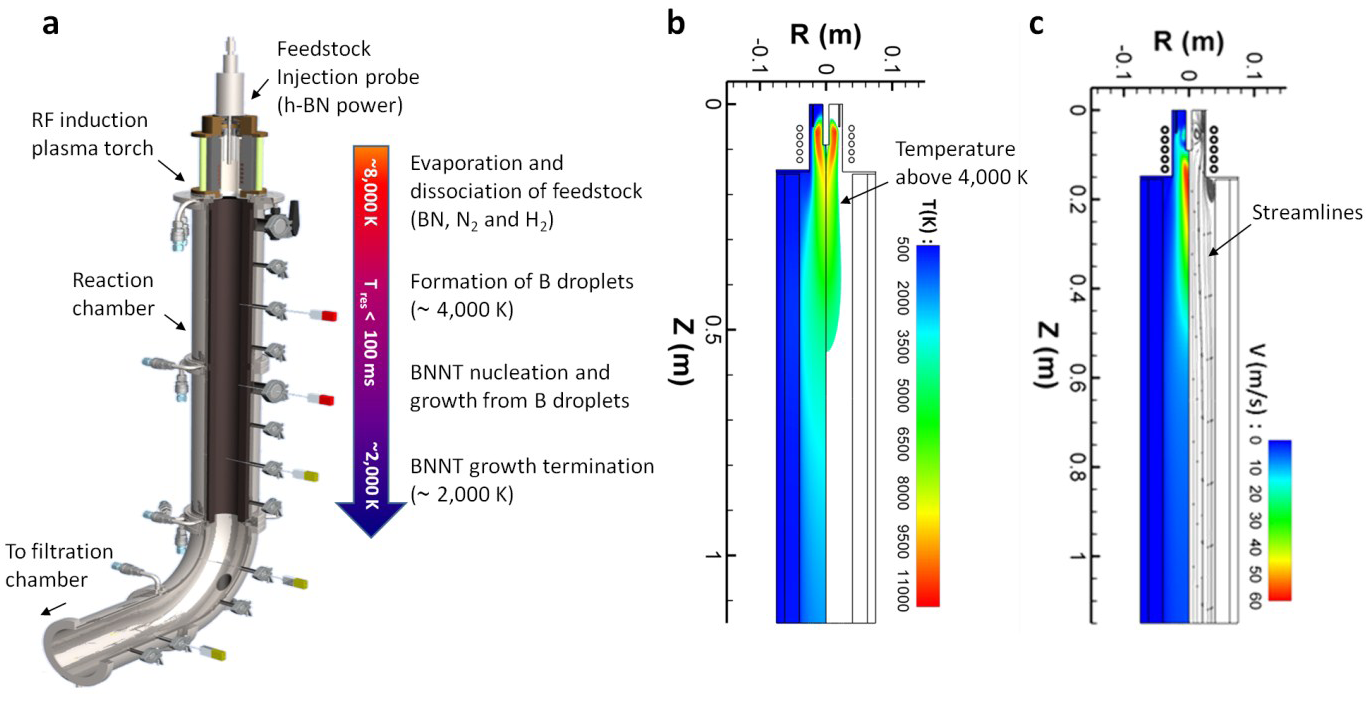
a)شماتیک یک سیستم پلاسمای حرارتی القایRF که برای تولید انبوهBNNT استفاده می‌شود، پودر خالصh-BN با عبور از یک پلاسماN_{2}-H_{2}با دمای (8000K) به‌طور BNNT تبدیل می‌شود. b) توزیع دما محاسبه شده داخل رآکتور c) توزیع سرعت محاسبه شده (چپ) و جریان ساده (راست)

روش فشار بالا با درجه حرارت بالا نیز برای سنتز نانولوله‌های BN مناسب است. مسیر تولید BNNT به دلیل عملکرد و کیفیت پایین در مقایسه با CNT مسئله مهمی است، بنابراین کاربردهای عملی آن را محدودتر کرده‌است، با این وجود در سال‌های اخیر موفقیت‌های زیادی در سنتز BNNT حاصل شده‌است که دسترسی به این ماده را امکان‌پذیر می‌سازد و زمینه را برای توسعه برنامه‌های امیدوار کننده هموار می‌سازد. اخیراً پیشرفت‌های قابل توجهی توسط دانشگاه Deakin استرالیا حاصل شده ، که با یک فرایند تولید «جدید و مقایس پذیر» انجام شده‌است و برای اولین بار از زمان کشف این مواد برای دو دهه پیش، تولید BNNTها را در مقیاس و مقادیر زیاد امکان‌پذیر می‌کند. گروهPPK موجودASX در فهرست استرالیایی(ASX:PPK) یک قرار داد سرمایه‌گذاری مشترک با دانشگاه Deakin در نوامبر ۲۰۱۸ برای BNNT Technology Limited امضا کردند که با هدف تولید نانولوله‌های نیترید بور(BNNT) برای زمینه‌های تجاری بود.
این همکاری با سرمایه‌گذاری دولت استرالیا در BNNT Technology Limited پشتیبانی می‌شود و ممکن است، به‌طور قابل توجهی عرضه جهانیBNNT را باز کند که مجموعه جدیدی از کاربردها، برنامه‌ها، مواد کامپوزیتها و فناوری را باز می‌کند.

## خصوصیات و کاربردهای بالقوه
خواص انتشار الکتریکی و میدانی نانو لوله‌های BN را می‌توان با دوپینگ بوسیله اتم‌های طلا از طرق پاشیدن اتم‌های طلا بر روی نانو لوله‌ها تنظیم کرد، دوپینگ اتم‌های نادر زمین یوروپیوم(europium)، نانو لوله‌های BN را به ماده فسفر تبدیل می‌کند که در اثر تحریک کردن الکترون نور مرئی ساطع می‌کند، نقاط کوانتمی از ذرات طلای ۳نانومتری، که در نانو لوله‌ها از هم فاصله دارند و خواص ترانزیستورهای اثر میدان را در دمای اتاق نشان می‌دهند.
مانند الیاف BN، نانو لوله‌های نیترید بور نویدهایی را برای کاربرد هوافضا نشان می‌دهند که در آن ادغام بور و به ویژه ایزوتوپ سبک بور(10B) در مواد ساختاری هم قدرت و هم خاصیت محافظت در برابر اشعه را بهبود می‌بخشد. این بهبود به دلیل جذب شدید نوترون توسط 10B است، چنین مواد 10BN از لحاظ نظری ویژه به عنوان مواد ساختاری ترکیبی در فضاپیمای بین سیارههای بدون سرنشین دار در آینده است، که در آن انتظار می‌رود، محافظت از جذب نوترون‌های انعطاف‌پذیر اشعه کیهانی یک ویژگی خاص در مواد ساختمانی سبک باشد.
به نظر می‌رسد برسی‌های سم‌شناسی در مورد BNNTهای انجام شده در سال ۲۰۱۰ نشان می‌دهد، اینرسی (سکون) شیمیایی پیشرفته نانو لولههای نیترید بور از سازگاری زیستی برخوردار است، در نتیجه استفاده از آنها در زمینه زیست پزشکی هم به عنوان نانو حامل و هم به عنوان تولیدکننده نانو پیشنهاد شده‌است.

نانو لوله‌های BN همچنین در زمینه درمان‌های برخی سرطانها پتانسیل داشتن کاربردهایی را نشان داده‌اند.

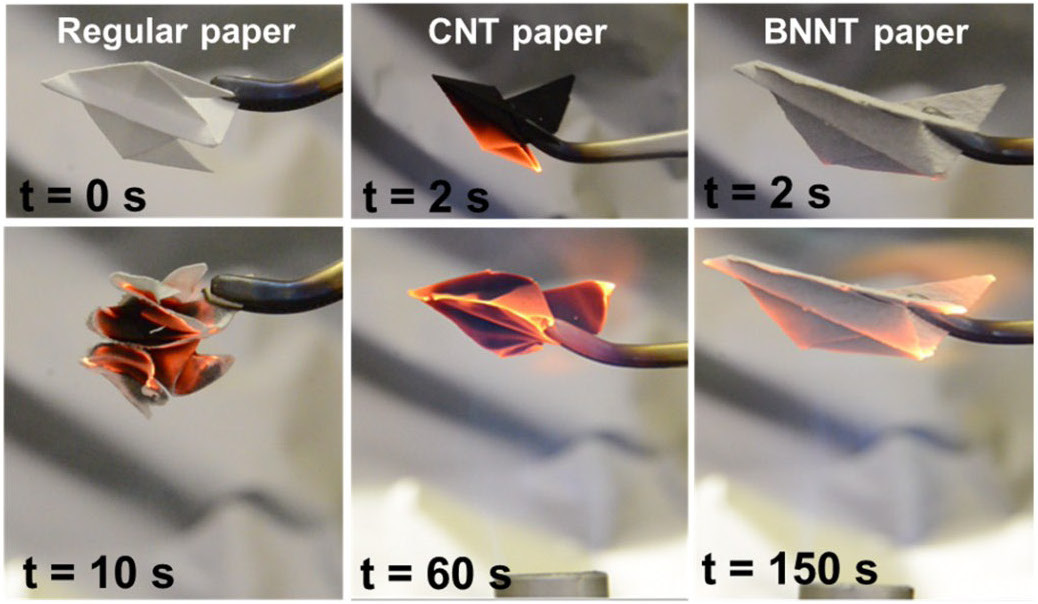
همان‌طور که در این تست مقایسه شعله هواپیماهای ساخته شده از سلولز، buckypaper کربن و buckypaper نانولوله BN نشان داده شده‌است.

سختی بالا و پایداری شیمیایی عالی مواد BNNT را برای تقویت در پلیمرها، سرامیکها و فلزات ایده‌آل می‌کندبه عنوان مثال کامپوزیت‌های BNNT/ اپوکسی مبتنی بر buckypaper و کامپوزیت buckypaper اصلاح شده پلی یورتان(polyurethane) با موفقیت تولید شده‌اند، این مواد کامپوزیتی مدول یانگ بیش از دو برابر مقدار اپوکسی شسته و ۲۰ برابر buckypaper(بدون مواد آغشته) را به نمایش می‌گذارند.BNNT همچنین یکی از امیدوار کننده‌ترین مواد برای تقویت سازه‌های مبتنی بر آلومینیوم است.
واکنش کم BNNTها ادغام این ماده را در یک ماتریس آلومینیم تسهیل می‌کند، جایی کهCNTها به دلیل واکنش بین کربن و آلومینیم که فاز ناخواستهAl4C3 را تشکیل می‌دهد، از کار می‌افتد.BNNT همچنین دمای اکسیداسیون بسیار بالاتری (تقریباً ۹۵۰ درجه سانتی گراد) نسبت به نقطه ذوب آلومینیم(۶۶۰ درجه سانتی گراد) نشان می‌دهد، که باعث پراکندگی همگنBNNTها به‌طور مستقیم در مذاب آلومینیم می‌شود.

از آنجا که BNNTها خواص مکانیکی خود را در دمای بالا حفظ می‌کنند (در حالی که چگالی بسیار کمی دارند) توسعه MMC سبک‌وزن مقاوم در برابر دما قابل دستیابی است.BNNTها همچنین هدایت حرارتی خوبی دارند، این کار آنها را برای کاربردهای الکتریکی نانو که اتلاف حرارت در آنها بسیار حیاتی است مفید می‌کند. این امر باعث می‌شود BNNT چند منظوره باشد زیرا نه تنها سختی کامپوزیت‌ها را بهبود می‌بخشد بلکه هدایت حرارتی بالایی همراه با شفافیت بالا را دارد. 

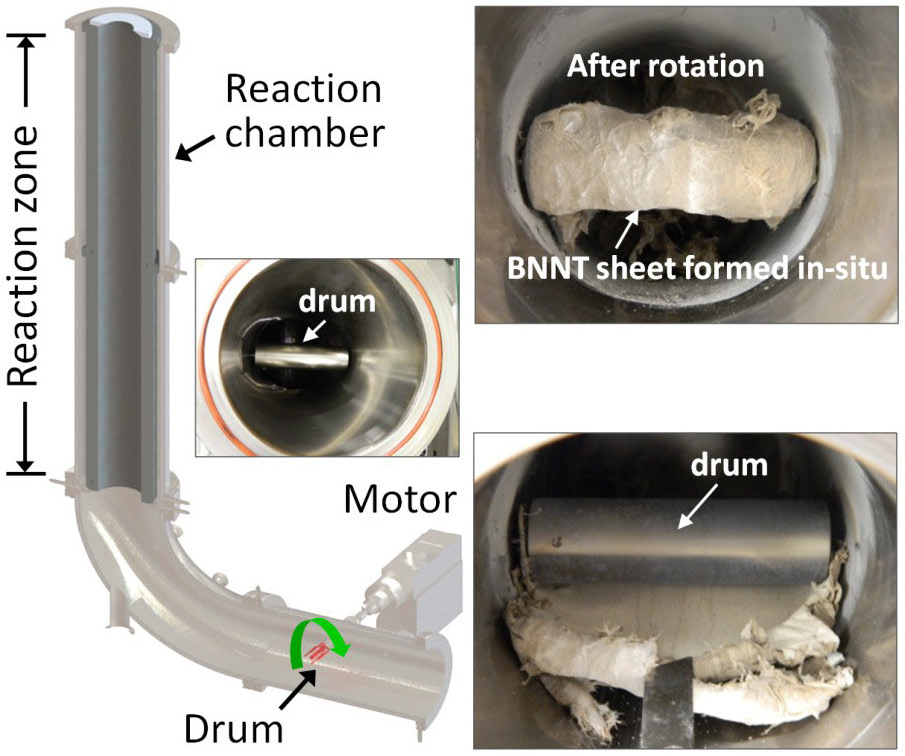
می توان با افزودنdrum استوانه ای به رآکتور فوق، ورق‌های buckypaper با طول BN ساخت.

ترکیبی از سختی بالا و شفافیت بالا در حال حاضر در توسعه کامپوزیت‌های شیشه تقویت شده با BNNT مورد بهره‌برداری قرار گرفته‌است. سایر خصوصیات ذاتی BNNT مانند توانایی محافظت در برابر تشعشع مقاومت الکتریکی بالاو خصوصیات پیزوالکتریکی بسیار عالی، احتمالاً باعث ایجاد علاقه برای ادغام آنها در برنامه‌های جدید می‌شود.